# Ommatius lineolatus
Ommatius lineolatus är en tvåvingeart som beskrevs av Scarbrough 1988. Ommatius lineolatus ingår i släktet Ommatius och familjen rovflugor.
Artens utbredningsområde är Kuba. Inga underarter finns listade i Catalogue of Life.